# Grand Prix Španělska 1951
Velká cena Španělska (XI Gran Premio de España) vozů Formule 1 se v roce 1951 jako 15. Grand Prix konala 28. října na okruhu Pedralbes. Závod se jel na 70 kol po 6,316 km, celkem na 442,12 kilometrů. Skončil 6. vítězstvím Juana Manuela Fangia a 10. vítězstvím pro Alfa Romeo.
Juan Manuel Fangio se stal mistrem světa.

## Kvalifikace
| Poř. | *  | Jezdec                | Konstruktér        | Čas     | Rozdíl  |
| ---- | -- | --------------------- | ------------------ | ------- | ------- |
| 1    | 2  | Alberto Ascari        | Ferrari            | 2:10.59 | –       |
| 2    | 22 | Juan Manuel Fangio    | Alfa Romeo         | 2:12.27 | + 1.68  |
| 3    | 6  | José Froilán González | Ferrari            | 2:14.01 | + 3.42  |
| 4    | 20 | Nino Farina           | Alfa Romeo         | 2:14.94 | + 4.35  |
| 5    | 4  | Luigi Villoresi       | Ferrari            | 2:16.38 | + 5.79  |
| 6    | 26 | Toulo de Graffenried  | Alfa Romeo         | 2:16.40 | + 5.81  |
| 7    | 8  | Piero Taruffi         | Ferrari            | 2:16.80 | + 6.21  |
| 8    | 24 | Felice Bonetto        | Alfa Romeo         | 2:21.80 | + 11.21 |
| 9    | 14 | Robert Manzon         | Simca-Gordini      | 2:23.81 | + 13.22 |
| 10   | 16 | André Simon           | Simca-Gordini      | 2:24.60 | + 14.01 |
| 11   | 12 | Maurice Trintignant   | Simca-Gordini      | 2:25.25 | + 14.66 |
| 12   | 30 | Louis Chiron          | Talbot-Lago-Talbot | 2:30.32 | + 19.73 |
| 13   | 34 | Philippe Étancelin    | Talbot-Lago-Talbot | 2:31.00 | + 20.41 |
| 14   | 32 | Yves Giraud-Cabantous | Talbot-Lago-Talbot | 2:32.18 | + 21.59 |
| 15   | 36 | Johnny Claes          | Talbot-Lago-Talbot | 2:34.46 | + 23.87 |
| 16   | 38 | Georges Grignard      | Talbot-Lago-Talbot | 2:35.58 | + 24.99 |
| 17   | 44 | Paco Godia            | Maserati           | 2:37.45 | + 26.86 |
| 18   | 46 | Juan Jover            | Maserati           | 2:41.99 | + 31.40 |
| 19   | 18 | Prince Bira           | Maserati-OSCA      | 2:45.99 | + 35.40 |
| 20   | 28 | Louis Rosier          | Talbot-Lago-Talbot | 2:46.78 | + 36.19 |

## Závod
| Poř.   | No. | Jezdec                | Konstruktér        | Počet kol | Čas/Odstoupení | Pořadí na startu | Body |
| ------ | --- | --------------------- | ------------------ | --------- | -------------- | ---------------- | ---- |
| 1      | 22  | Juan Manuel Fangio    | Alfa Romeo         | 70        | 2:46:54.10     | 2                | 91   |
| 2      | 6   | José Froilán González | Ferrari            | 70        | +54.28         | 3                | 6    |
| 3      | 20  | Nino Farina           | Alfa Romeo         | 70        | +1:45.54       | 4                | 4    |
| 4      | 2   | Alberto Ascari        | Ferrari            | 68        | +2 kola        | 1                | 3    |
| 5      | 24  | Felice Bonetto        | Alfa Romeo         | 68        | +2 kola        | 8                | 2    |
| 6      | 26  | Toulo de Graffenried  | Alfa Romeo         | 66        | +4 kola        | 6                |      |
| 7      | 28  | Louis Rosier          | Talbot-Lago-Talbot | 64        | +6 kol         | 20               |      |
| 8      | 34  | Philippe Étancelin    | Talbot-Lago-Talbot | 63        | +7 kol         | 13               |      |
| 9      | 14  | Robert Manzon         | Simca-Gordini      | 63        | +7 kol         | 9                |      |
| 10     | 44  | Paco Godia            | Maserati           | 60        | +10 kol        | 17               |      |
| Ret    | 4   | Luigi Villoresi       | Ferrari            | 48        | Zapalování     | 5                |      |
| Ret    | 16  | André Simon           | Simca-Gordini      | 48        | Motor          | 10               |      |
| Ret    | 36  | Johnny Claes          | Talbot-Lago-Talbot | 37        | Nehoda         | 15               |      |
| Ret    | 8   | Piero Taruffi         | Ferrari            | 30        | Kolo           | 7                |      |
| Ret    | 12  | Maurice Trintignant   | Simca-Gordini      | 25        | Motor          | 11               |      |
| Ret    | 38  | Georges Grignard      | Talbot-Lago-Talbot | 23        | Motor          | 16               |      |
| Ret    | 32  | Yves Giraud-Cabantous | Talbot-Lago-Talbot | 7         | Nehoda         | 14               |      |
| Ret    | 30  | Louis Chiron          | Talbot-Lago-Talbot | 4         | Zapalování     | 12               |      |
| Ret    | 18  | Prince Bira           | Maserati-OSCA      | 1         | Motor          | 19               |      |
| DNS    | 46  | Juan Jover            | Maserati           | 0         | Motor          | 18               |      |
| Zdroj: |     |                       |                    |           |                |                  |      |